# Oorlogsfilm

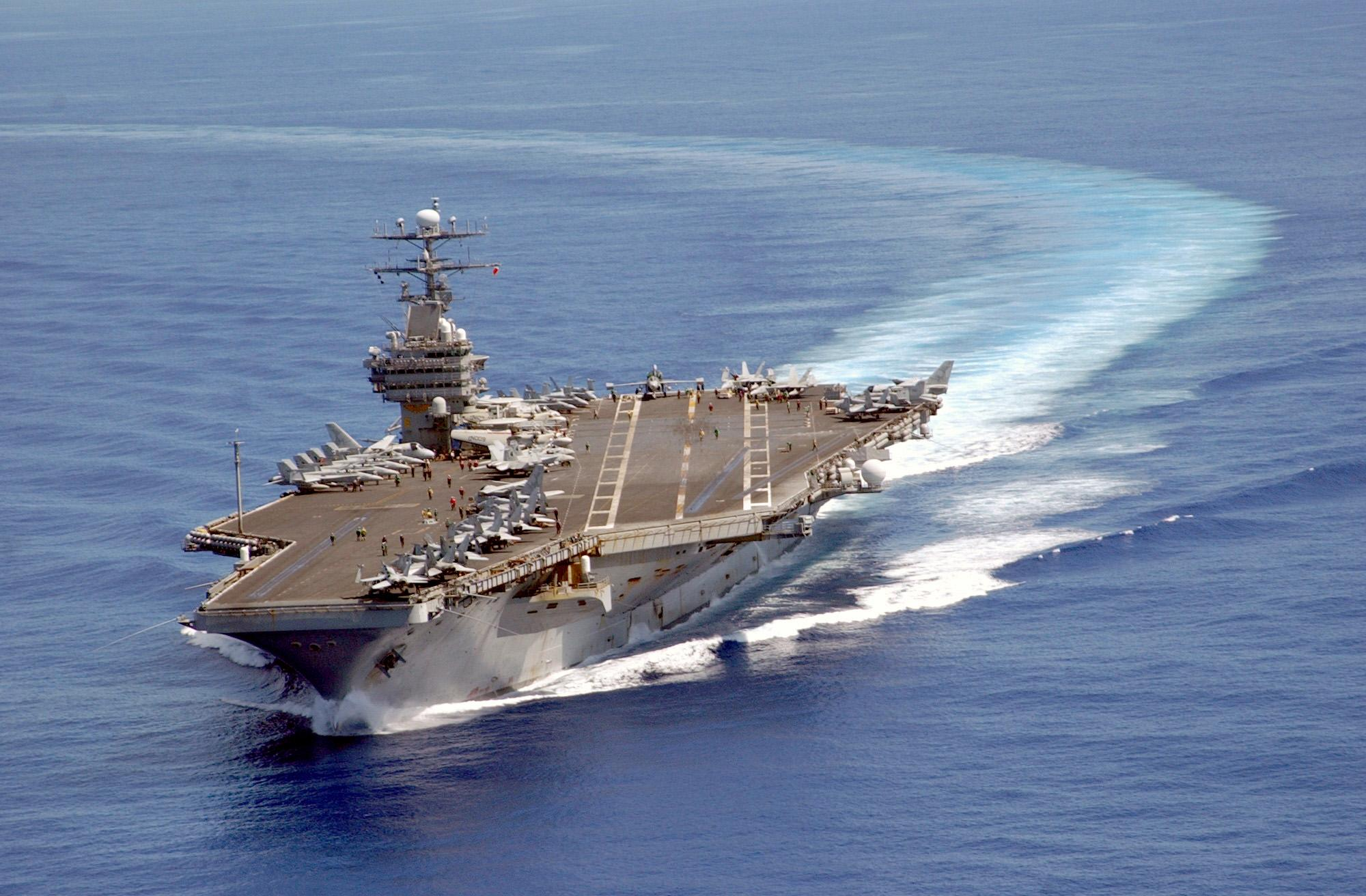
Voor het filmen van Behind Enemy Lines (2001) stelde de Amerikaanse marine het vliegdekschip USS Carl Vinson (CVN-70) ter beschikking.

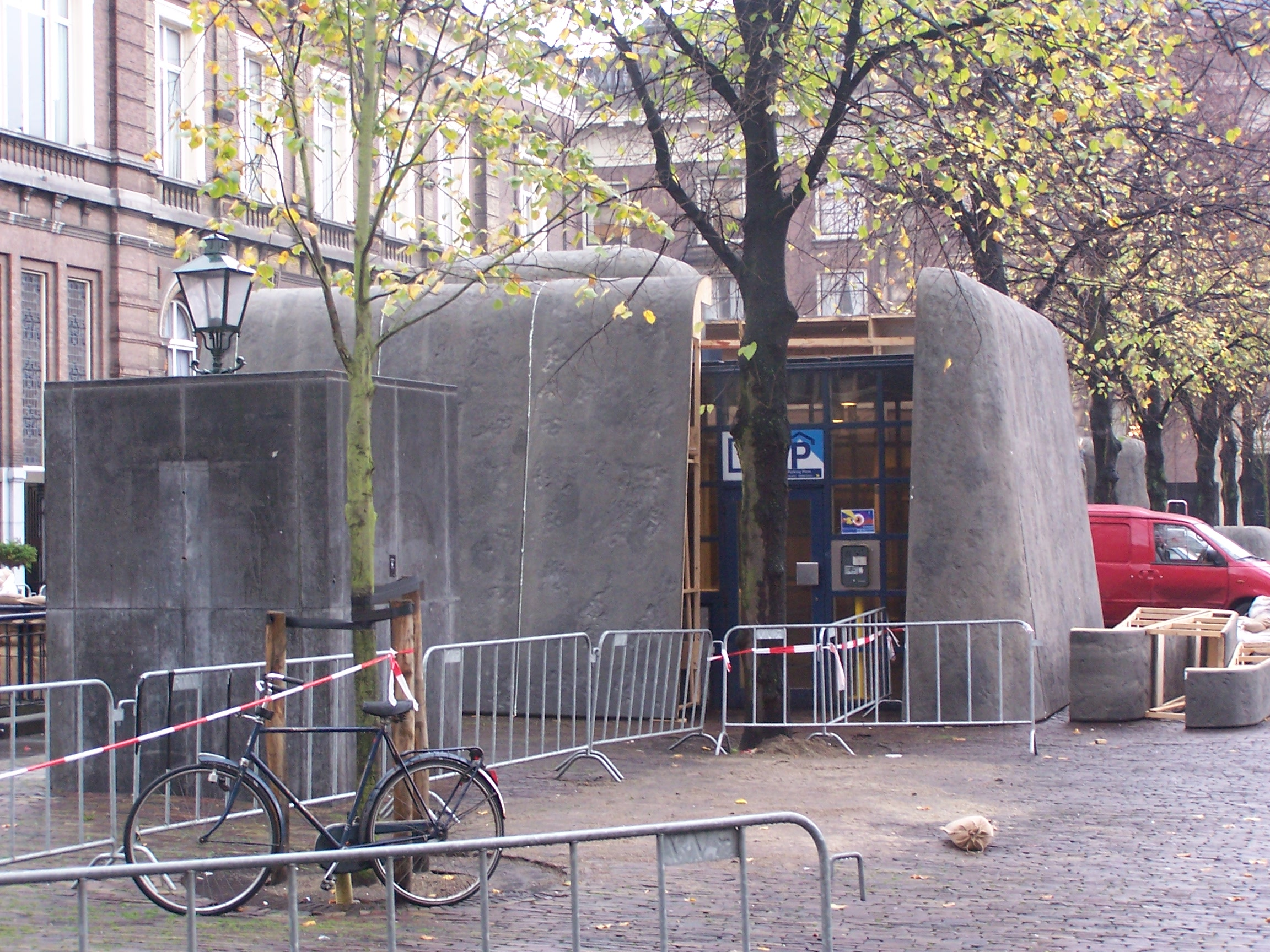
Filmset van Zwartboek (2006) op het Plein (Den Haag): de ingang van de parkeergarage wordt omgebouwd tot bunker.

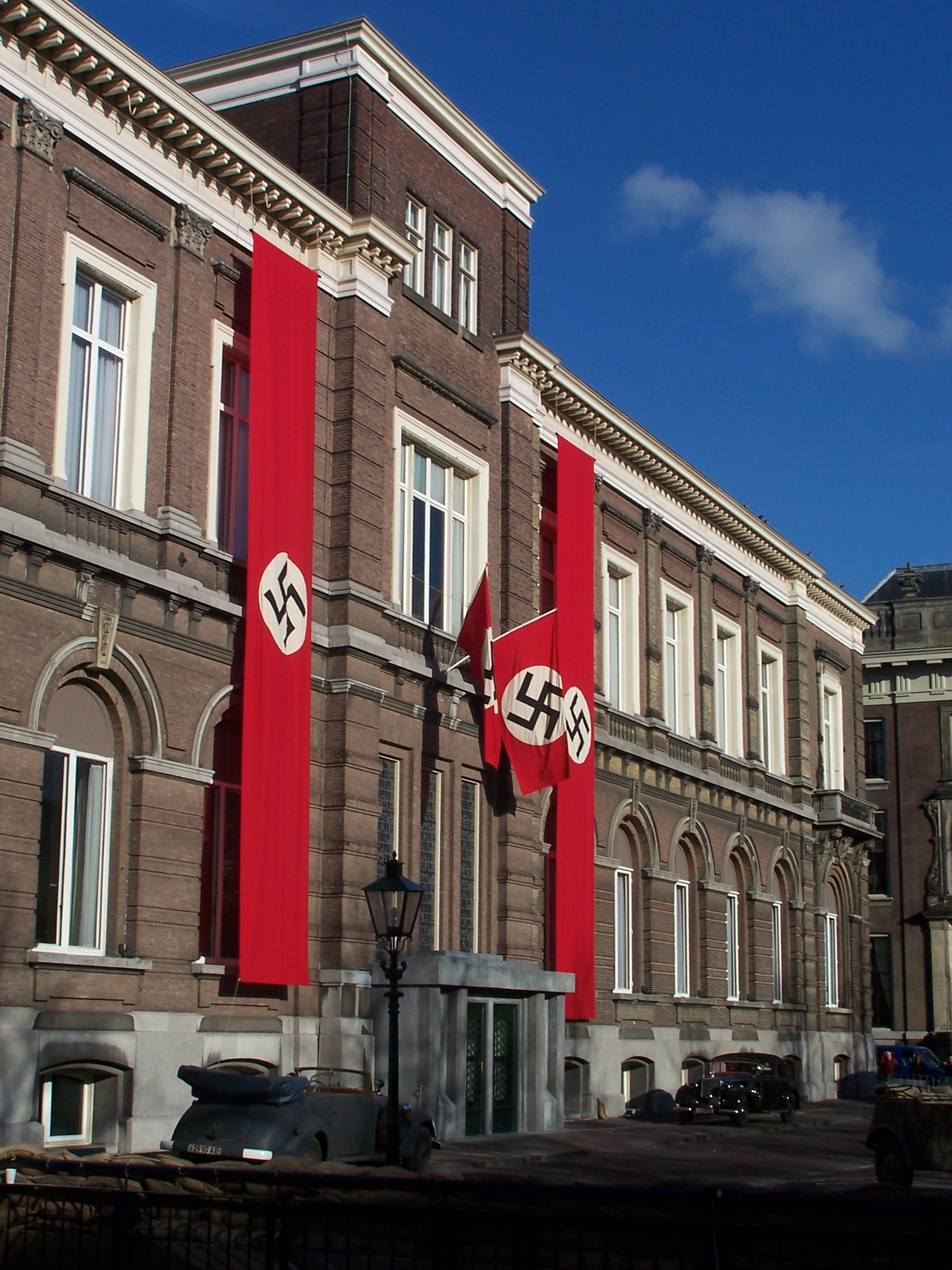
Filmset van Zwartboek (2006) op het Plein (Den Haag): Nieuwe of Littéraire Sociëteit De Witte doet dienst als hoofdkwartier van de Duitse Sicherheitsdienst.

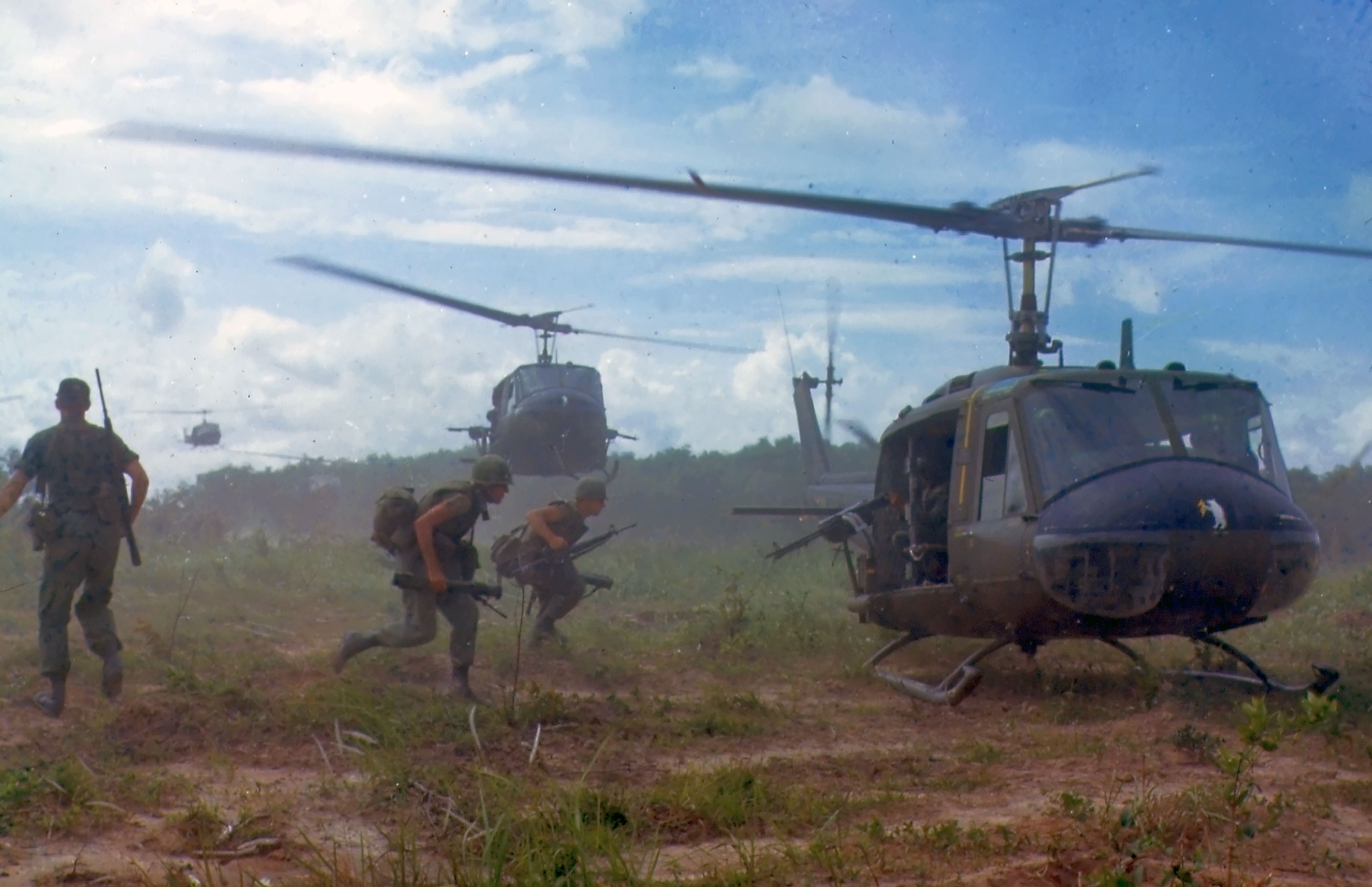
De vaak in Vietnamfilms gebruikte Huey-helikopters gefotografeerd door een oorlogsverslaggever op 16 mei 1966 in Zuid-Vietnam

Een oorlogsfilm is een filmgenre waarin oorlog een overheersende rol speelt. Een oorlogsfilm kan gaan over de militaire gevechtshandelingen zelf, maar ook over het dagelijkse leven van soldaten tijdens een oorlog, over oorlogsmisdaden, over krijgsgevangenen, over het leven van burgers tijdens een oorlog of tijdens een bezetting, dan wel over een combinatie van deze onderwerpen.

## Afgrenzing
In het algemeen worden onder oorlogsfilms alleen films gerekend die gaan over oorlogen vanaf het begin van de 20e eeuw. Films over oorlogen vóór de Eerste Wereldoorlog worden eerder onder historische films gerangschikt. In de Verenigde Staten worden films over de Amerikaanse Burgeroorlog ook als oorlogsfilm beschouwd. 
Films over fictieve oorlogen zoals in sciencefictionfilms of fantasyfilms worden niet onder oorlogsfilms gerekend.
Documentaires over oorlog worden evenmin tot het genre oorlogsfilm gerekend.

## Kenmerken
- Een oorlogsfilm bestaat uit een combinatie van historische feiten en fictie. Ook als de film alleen over fictieve personen en situaties gaat, worden deze tegen de achtergrond van een werkelijk gebeurde oorlog geplaatst waardoor het getoonde toch een zeker realiteitsgehalte bezit. Een oorlogsfilm vervult daarmee een rol als gedenkteken dat de verschrikkingen van gevoerde oorlogen levend houdt.
- In een oorlogsfilm wordt de hoofdrol vervuld door een persoon die zich in de oorlogssituatie ontwikkelt tot held of door verschillende personen die door samenwerking het hoofd kunnen bieden aan de oorlogsgevaren. Dit kan sommige kijkers ertoe verleiden om oorlog en het soldatenleven te idealiseren.
- Een oorlogsfilm bevat oorlogsgeweld en actiescènes. Net als in een actiefilm worden allerlei stunts en speciale effecten gebruikt om de verschrikkingen van een oorlog realistisch neer te zetten met heftige beelden en oorverdovend geluid. Hierdoor wordt sommige oorlogsfilms wel verweten geweld ter wille van het geweld te tonen.

## Geschiedenis

### Tot 1920
Een voor het genre invloedrijke stomme film was The Birth of a Nation (1915). De film toont onder andere de Amerikaanse Burgeroorlog op een wijze die doet denken aan de Eerste Wereldoorlog die op dat moment aan de gang is in Europa.
In de periode 1914-1918 worden door zowel de centrale mogendheden als de geallieerden documentaires gemaakt die ook in neutrale landen, waaronder tot 1917 de Verenigde Staten, als propagandafilm worden vertoond. Een voorbeeld is de op de Werelderfgoedlijst voor documenten opgenomen film The Battle of the Somme (1916). Deze documentaire toont beelden van de voorbereiding op en eerste dagen van de Slag aan de Somme waarbij sommige scènes werden gespeeld.
Charlie Chaplins film Shoulder Arms (1918) wordt beschouwd als de eerste komedie over oorlog.

### 1920-1940
Na de Eerste Wereldoorlog richten oorlogsfilms zich met name op de verschrikkingen of de zinloosheid van deze oorlog, zoals All Quiet on the Western Front (1930). Maar er worden ook veel komedies en actiefilms over oorlog gemaakt. In deze periode verdringt de geluidsfilm de stomme film. Voor oorlogsfilms geeft dit mogelijkheden om oorlogsscènes nog indringender te maken.

### 1940-1945
De productie van oorlogsfilms kwam in een versnelling toen de Verenigde Staten in 1941 betrokken werd in de Tweede Wereldoorlog. Veel Britse, Duitse en Amerikaanse films hadden tot doel de bevolking te mobiliseren en eenheid en patriottisme te bevorderen. Een voorbeeld hiervan is Air Force (1943). Tegen het einde van de oorlog zorgde de verfilming van populaire oorlogsboeken voor een kwaliteitsslag bij de oorlogsfilm.

### 1945-1970
Direct na de Tweede Wereldoorlog hadden films veel aandacht voor belevenissen van de zojuist teruggekeerde soldaten, zoals Battleground (1949). In de periode daarna worden veel films gemaakt die oorlogsgebeurtenissen gebruikten als achtergrond voor actiefilms, maar ook voor dramafilms. Voorbeeld van zo'n actiefilm is The Guns of Navarone (1961). In Nederland trekt de op een waargebeurd verzetsverhaal gebaseerde film De Overval (1962) volle zalen. Met name in Engeland worden films over krijgsgevangenen populair, bijvoorbeeld The Bridge on the River Kwai (1957). In de jaren 60 en 70 worden grote veldslagen verfilmd, zoals The Longest Day (1962) en Een brug te ver (1977).

### 1970-1990
Door de Vietnamoorlog nam de belangstelling af voor fictiefilms met oorlog als achtergrond. Veel Vietnamfilms stonden kritisch tegenover de Amerikaanse deelname. Oorlogsfilms toonden weer vaker de verschrikkingen van oorlog en richtten zich op de effecten van oorlog op degenen die eraan deelnemen. Voorbeelden hiervan zijn de Koreafilm M*A*S*H (1976) en Vietnamfilms als Apocalypse Now (1979), Platoon (1986) en Casualties of War (1989).

### 1990-heden
In deze periode ontstaat een hernieuwde belangstelling voor films over de Tweede Wereldoorlog. Voorbeelden hiervan zijn Stalingrad (1993), Schindler's List (1993), The English Patient (1996), Saving Private Ryan (1998), The Pianist (2002), Valkyrie (2008), Dunkirk (2017) en de Nederlandse films Zwartboek (2006) en Oorlogswinter (2008). Met name in Europa ontstaat ook hernieuwde interesse voor films over de Eerste Wereldoorlog, zoals Un long dimanche de fiançailles (2004). Ook worden films over recentere oorlogen gemaakt, zoals Behind Enemy Lines (2002) over de oorlog in Joegoslavië, Hotel Rwanda (2005) over de burgeroorlog in Rwanda en The Hurt Locker (2008) over de Irakoorlog.
Computertechnieken en speciale effecten worden met succes gebruikt om de oorlog realistischer dan ooit tevoren weer te geven.